# Wladimir Michailowitsch Ostrogorski
Wladimir Michailowitsch Ostrogorski (auch Vladimir M. Ostrogorskij; russisch Владимир Михайлович Острогорский; * 1924 in Moskau; † Februar 2017 Carmzow-Wallmow) war ein russischer Journalist, Redakteur und Publizist.

## Leben
Ostrogorski war während des Zweiten Weltkriegs von 1942 bis 1945 als Soldat der Roten Armee an der deutsch-sowjetischen Front eingesetzt, auch in der Schlacht von Stalingrad. Nach dem Krieg studierte er von 1947 bis 1952 an der Lomonossow-Universität und heiratete eine Potsdamerin.
Von 1957 bis 1988 war er politischer Kommentator und Leiter der deutschsprachigen Redaktion von Radio Moskau (später Stimme Russlands). Zwischenzeitlich promovierte er 1970 an der Karl-Marx-Universität in Leipzig zum Dr. rer. pol.
Er veröffentlichte zahlreiche Publikationen in der UdSSR und war seit 1990 als freier Publizist und Korrespondent des Senders Stimme Russlands in Berlin tätig. Unter anderem veröffentlichte er beim Berliner Verlag Wostok.

## Schriften
- Der deutschsprachige Dienst des Moskauer Rundfunks im Kampf gegen den Faschismus in Deutschland (1929–1945) (Diss.), Leipzig 1971.
- Radiostanciju nazyvali "Marichen": Gosudarstvennyj Komitet Soveta ministrov SSSR po televideniju i radioveščaniju ; Centr naučnogo programmirovanija ; (K istorii radioveščanija iz Moskvy na nemeckom jazyke 1929-1945 gg.). Iskusstvo, Moskau 1972.
- Pravda protiv lži: Moskovskoe radio v nemeckom ėfire ; 1917-1980 gg. Iskusstvo, Moskau 1982.
- Krieg und Menschlichkeit: 16 Fragen eines misstrauischen Menschen an einen Kriegsteilnehmer im Zusammenhang mit der Unmenschlichkeit der faschistischen Eroberer und der Menschlichkeit der sowjetischen Soldaten. APN-Verlag, Moskau 1986.
- Zukunftsorientiert: Dialoge über das neue politische Denken. APN-Verlag, Moskau 1989.
- Deutsch-Stunden: Ansichten und Einsichten ; eine Sendereihe der Deutschen Welle. Deutsche Welle – Öffentlichkeitsarbeit, Köln 1990.
- Kommen die Russen wieder?: Antworten auf eine brisante Frage. Mittler, Hamburg 1995. (zusammen mit Rita Schick)
- Der tschetschenische Knoten: der russische Bär in der kaukasischen Falle. Mittler, Hamburg/Berlin/Bonn 1995.
- Gennadi Sjuganow: Ein Dossier; das Erbe der Sowjetunion und der russische Oppositionsführer. Ed. Ost, Berlin 1996.
- Alexander Iwanowitsch Lebed: der Weg zur Macht. Brandenburgisches Verlags-Haus, Berlin 1996.
- Zar Boris und seine Erben: kein Nachruf.; in Wostok, Wostok-Verlag, Köln 1997.